# بوب دالي (سياسي)
بوب دالي (بالإنجليزية: Robert Dale)‏ هو سياسي بريطاني وأسترالي (وحمل سابقاً جنسية المملكة المتحدة لبريطانيا العظمى وأيرلندا)، ولد في 19 أغسطس 1875، وتوفي في 22 فبراير 1953. حزبياً، نشط في حزب العمال الأسترالي (فرع جنوب أستراليا) ‏ وLang Labor Party (South Australia) ‏. وقد انتخب عضو مجلس النواب جنوب أستراليا من الجمعية عن دائرة Electoral district of Adelaide ‏ وقد انضم خلال فترته النيابية (29 أبريل 1944 – 7 مارس 1947)  للكتلة البرلمانية حزب العمال الأسترالي (فرع جنوب أستراليا) ‏ وانتخب عضو مجلس النواب جنوب أستراليا من الجمعية عن دائرة Electoral district of Adelaide ‏ وقد انضم خلال فترته النيابية (8 أبريل 1933 – 18 مارس 1938)  للكتلة البرلمانية Lang Labor Party (South Australia) ‏ وانتخب عضو مجلس النواب جنوب أستراليا من الجمعية عن دائرة Electoral district of Sturt (South Australia) ‏ وقد انضم خلال فترته النيابية (5 أبريل 1930 – 7 أبريل 1933)  للكتلة البرلمانية حزب العمال الأسترالي (فرع جنوب أستراليا) ‏.